# Rue de la Craffe
La rue de la Craffe est une voie de la commune de Nancy, dans le département de Meurthe-et-Moselle, en région Lorraine.

## Situation et accès
La rue de la Craffe, qui adopte une direction générale est-ouest, est sise à la lisière septentrionale de la Vieille-ville de Nancy, à proximité de la porte éponyme. La voie appartient administrativement au quartier Ville-Vieille - Léopold, pour le côté impair de la rue, et au quartier Trois Maisons - Saint-Fiacre - Crosne - Vayringe pour les parcelles du côté pair. Elle débute à son extrémité orientale à l'intersection partagée avec la Grande-Rue et finit à un carrefour avec le nord-est du Cours Léopold.

## Origine du nom
Le nom de Craffe donné à l'ancienne porte des Bordes de 1380, devenue porte de la Craffe, lui vient soit d'un gentilhomme napolitain, Caraffa, ou du mot allemand Kraft, porte fortifiée, ou plutôt - terme populaire — des détails d'architecture, crampons, agrafes, retenant les pierres.

## Historique
Cette voie est une ancienne petite ruelle longeant les remparts, créée en 1769 sous le nom de « rue du Rempart », puis de « rue du Champ
d'Asile » avant de devenir une véritable rue en 1839 et de prendre sa dénomination actuelle en 1867.
Le Champ d'Asile, dans les anciens remparts environnant la Craffe, était l'endroit où se réunissaient les anciens soldats de l'Empire, sous la Restauration.

## Bâtiments remarquables et lieux de mémoire
- no 2 :  le collège de la Craffe occupe depuis 1977 un bâtiment conçu par Albert Jasson et construit entre 1904 et 1906 pour abriter l'Institut de mathématiques et de physique[3].
- no 2 ter : demeure d'Édouard de Castelnau entre 1899 et 1906[4]